# Campionatul Mondial de Atletism din 2022 - 10.000 m (feminin)
Proba feminină de 10.000 de metri de la Campionatul Mondial de Atletism din 2022 a avut loc la data de 16 iulie 2022 pe Hayward Field din Eugene, SUA.

## Timpul de calificare
Timpul standard pentru calificare automată a fost 31:25,00.

## Program
Ora este ora SUA (UTC-7) 
| Data                  | Oră   | Etapă  |
| --------------------- | ----- | ------ |
| Vineri, 15 iulie 2022 | 12:20 | Finala |

## Rezultate
| Loc | Nume                        | Țară                       | Timp     | Note |
| --- | --------------------------- | -------------------------- | -------- | ---- |
| 1   | Letesenbet Gidey            | Etiopia                    | 30:09,94 |      |
| 2   | Hellen Obiri                | Kenya                      | 30:10,02 | PB   |
| 3   | Margaret Kipkemboi          | Kenya                      | 30:10,07 | PB   |
| 4   | Sifan Hassan                | Țările de Jos              | 30:10,56 | SB   |
| 5   | Rahel Daniel                | Eritreea                   | 30:12,15 | RN   |
| 6   | Ejgayehu Taye               | Etiopia                    | 30:12,45 | PB   |
| 7   | Caroline Chepkoech Kipkirui | Kazahstan                  | 30:17,64 | RN   |
| 8   | Bosena Mulatie              | Etiopia                    | 30:17,77 | PB   |
| 9   | Karissa Schweizer           | Statele Unite ale Americii | 30:18,05 | PB   |
| 10  | Eilish McColgan             | Marea Britanie             | 30:34,60 |      |
| 11  | Jessica Judd                | Marea Britanie             | 30:35,93 | PB   |
| 12  | Ririka Hironaka             | Japonia                    | 30:39,71 | PB   |
| 13  | Alicia Monson               | Statele Unite ale Americii | 30:59,85 |      |
| 14  | Stella Chesang              | Uganda                     | 31:01,04 | RN   |
| 15  | Natosha Rogers              | Statele Unite ale Americii | 31:10,57 | PB   |
| 16  | Mercyline Chelangat         | Uganda                     | 31:28,26 | SB   |
| 17  | Dominique Scott             | Africa de Sud              | 31:40,73 |      |
| 18  | Dolshi Tesfu                | Eritreea                   | 31:49,29 | SB   |
| 19  | Rino Geshima                | Japonia                    | 32:08,68 |      |
| -   | Sheila Chepkirui Kiprotich  | Kenya                      | NS       |      |